# Cynisca leonina
Cynisca leonina là một loài bò sát trong họ Amphisbaenidae. Loài này được Müller mô tả khoa học đầu tiên năm 1885.